# Altonaer Straße

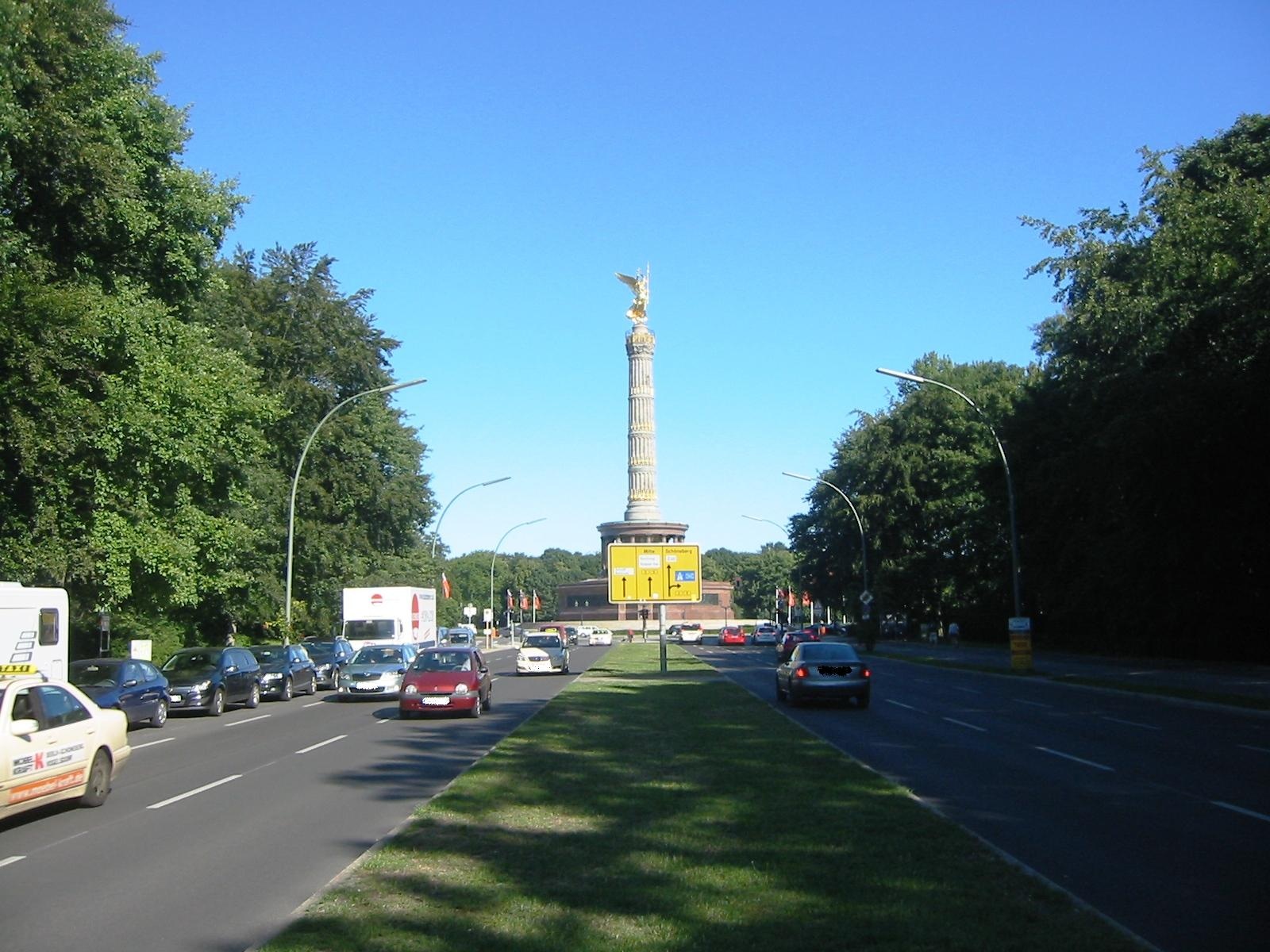
La rue d'Altona, au fond la colonne de la Victoire.

La Altonaer Straße (rue d'Altona) est une grande voie très fréquentée de Berlin en Allemagne.

## Situation et accès
Elle traverse le Tiergarten dans la partie Est de la capitale allemande dans les quartiers de Hansaviertel et Tiergarten. Comme rue centrale elle se trouve entre la Grande Étoile et le pont Hansa (de).
Dans la direction Nord-Ouest, l'Altonaer Strasse est traversée par le tracé du Stadtbahn de Berlin derrière la Hansaplatz (de).

## Origine du nom
Comme Hansa, le nom Altona fait référence à Hambourg.

## Historique
La Altonaer Straße est aménagée par la Berlin-Hamburger Immobilien-Gesellschaft (Société immobilière Berlin-Hambourg) sur le pré de Schöneberg (qui deviendra plus tard le Hansaviertel, ou quartier de la Hanse). Le nom d'Altona fait référence, comme celui de Hansa (la Hanse) à Hambourg, selon la Société immobilière. Le premier réseau routier, cependant, était limité à la zone allant de pont de la Hanse à la confluence avec la Brückenallee. En 1935, la partie supplémentaire de la Brückenallee jusqu'à la Grande Étoile a été rebaptisée Altonaer Straße. Dans le cadre de l'Exposition spécialisée de 1957, quelques bâtiments centraux ont été érigés ici.